# Hakuba
Hakuba (japonsko 白馬村) je vas, ki leži v pokrajini Kitaazumi, Nagano, Japonska.
Po podatkih je leta 2003 imela 9,414 prebivalcev ter 51.63 prebivalcev na km². Skupno obsega 182.32 km² površine.
Znana je po številnih smučarskih središčih in gostovanju smučarskih tekov ter skokov na zimskih olimpijskih igrah v Naganu.